# Me'ir Avizohar
Me'ir Avizohar (hebrejsky: מאיר אביזוהר, žil 27. září 1923 – 31. srpna 2008) byl izraelský politik a poslanec Knesetu za strany Rešima mamlachtit a Ma'arach.

## Biografie
Narodil se v Jeruzalému, kde vystudoval střední školu. Studoval také na Hebrejské univerzitě a na London School of Economics. Získal doktorát. Pracoval jako učitel. Žil jako člen hnutí ha-Machanot ha-olim v kibucu Chamadja. V letech 1950–1951 patřil mezi zakladatele města Ejlat. V letech 1949–1950 a 1952–1954 vydával list be-Machane, později zasedal ve vedení listu ha-Po'el ha-ca'ir a v letech 1961–1965 v listu Davar. Od roku 1970 přednášel na Telavivské univerzitě, od roku 1979 na Bar-Ilanově univerzitě.

## Politická dráha
V roce 1944 vstoupil do strany Mapaj, v roce 1965 přešel do strany Rafi a v roce 1973 vstoupil do Strany práce. V letech 1952–1953 vedl oddělení pro Negev a vádí Arava při ministerstvu pro rozvoj.
V izraelském parlamentu zasedl po volbách v roce 1969, do nichž šel za stranu Rešima mamlachtit (Národní kandidátka). Stal se členem výboru pro vzdělávání a kulturu, výboru pro ústavu, právo a spravedlnost a výboru práce. V průběhu volebního období odešel z poslaneckého klubu své strany, nějaký čas vystupoval jako nezařazený poslanec a pak odešel do levicové strany Ma'arach. Ve volbách v roce 1973 mandát neobhájil.